# A Blaze in the Northern Sky
A Blaze in the Northern Sky è il secondo album in studio del gruppo musicale black metal norvegese Darkthrone, pubblicato il 26 febbraio 1992 dalla Peaceville Records.

## Descrizione
L'album di debutto dei Darkthrone, Soulside Journey del 1991, era un disco di death metal di ispirazione svedese. In seguito, la band cominciò a scrivere pezzi dall'impronta maggiormente black metal grazie all'influenza di Euronymous, membro fondatore e chitarrista dei Mayhem. La transizione è ascoltabile nel demo strumentale Goatlord.
Dopo l'incisione del demo, tre membri del gruppo: Fenriz, Nocturno Culto e Zephyrous, decisero di volersi focalizzare definitivamente su sonorità black metal, oscure e maligne. Il bassista Nilsen non era d'accordo con la svolta stilistica, e quindi lasciò la band. Tuttavia, egli accettò di registrare le sue parti di basso per l'album in qualità di turnista. A Blaze in the Northern Sky fu registrato nell'agosto 1991 presso i Creative Studios a Kolbotn; il medesimo  studio dove i Mayhem avevano inciso il seminale Deathcrush. In un'intervista, Fenriz disse che l'album era un po' "affrettato" e che molte delle canzoni erano costituite da "riff death metal" suonati in "stile black metal".
A causa della svolta dei Darkthrone dal death metal al black metal, la Peaceville Records era restia a pubblicare l'album. La casa discografica si aspettava che il gruppo continuasse nel consueto stile esplicitato in Soulside Journey. La Peaceville acconsentì alla pubblicazione dell'album a condizione che venisse remixato, in quanto lo ritenevano "troppo debole". La band allora decise di farlo uscire per l'etichetta Deathlike Silence Productions, di proprietà di Øystein "Euronymous" Aarseth. Tuttavia, alla fine la Peaceville accettò di pubblicare il disco così com'era, senza remixaggi.

### Contenuti
Con questo lavoro il gruppo cambiò stile, passando dal death al black metal, probabilmente anche a causa dell'avvicinamento a Euronymous dei Mayhem e alla scena che in quegli anni si stava formando attorno al negozio di dischi Helvete di Oslo. Musicalmente il disco si distacca dalle produzioni black metal del periodo, spesso influenzate dal folk e dalla musica classica, ed è caratterizzato da strutture molto semplici e da una produzione volutamente lo-fi. Il titolo dell'album, oltre che essere condiviso dal brano omonimo, è menzionato all'inizio della prima traccia, Kathaarian Life Code:
(Kathaarian Life Code, Darkthrone)
Caratteristica è la produzione lo-fi già menzionata con i toni acuti fortemente enfatizzati, molto riverbero e solo una piccola rifinitura. Nel complesso, la produzione è generalmente considerata molto grezza, allo stesso modo, la voce è cambiata dai tipici ringhi profondi del Death metal a un grido acuto, gracchiante, anch'esso sostenuto dal riverbero.
L'album differisce strutturalmente dal suo predecessore: le canzoni sono più lunghe e di più ampio respiro e offrono una varietà di riff diversi all'interno dei singoli pezzi. Rimane il forte contrasto tra i tempi veloci e lenti, che è ancora più pronunciato nei pezzi di maggior durata. Oltre alle influenze Death metal, il batterista ha parlato di influenze del classico Heavy metal (In the Shadow of the Horns) e, come lo stesso Fenriz dichiarò in un'intervista del 2006, si possono rintracciare nell'album anche delle influenze di musica punk. Inoltre, alcuni riff e la dissonanza generale hanno una certa affinità con il jazz. Infine, alcuni critici musicali hanno rintracciato elementi stilisticamente concreti riconducibili ai Celtic Frost; influenze che si faranno più evidenti nel futuro album Panzerfaust (1995).
In termini di testi, le tendenze surreali hanno lasciato il posto principalmente a temi pagani e occulti.
Il bassista Dag Nilsen lasciò la band e andò ad abitare nelle isole Baleari, e i restanti tre membri del gruppo cambiarono i propri nomi rispettivamente da Ted Skjellum a Nocturno Culto, da Ivar Engar a Zephyrous e da Gylve Nagell a Fenriz.

### Copertina
La copertina dell'album mostra Ivar Enger (Zephyrous), il chitarrista ritmico della band, che emerge minaccioso dall'oscurità truccato con il corpse paint.

## Pubblicazione
L'album fu pubblicato su etichetta Peaceville Records il 26 febbraio 1992.
È stato ripubblicato più volte, in versione remasterizzata nel 2003 come edizione digipak con l'aggiunta di un'intervista, nel 2007 in Brasile e Sudamerica e nel dicembre 2009 su vinile con nuove note di copertina scritte da Nocturno Culto.
La traccia Kathaarian Life Code è stata inclusa nel film del 2002 Demonlover. L'album è dedicato a Euronymous, chitarrista dei Mayhem.

### Accoglienza critica
| Recensione     | Giudizio |
| -------------- | -------- |
| AllMusic       | [ 1 ]    |
| Rock Hard      | 9/10     |
| Piero Scaruffi | 6.5/10   |
| Sputnikmusic   |          |

Luca Signorelli gli ha assegnato un voto di 5 su 5 nella recensione dell'album contenuta all'interno di Heavy Metal: I moderni. Anche il critico di All Music Guide Eduardo Rivadavia lo ha votato con 5 stelle su 5, mentre Piero Scaruffi gli ha dato 6.5 su 10 definendolo: "quasi la versione garage rock del black metal" e "il manifesto del black metal scandinavo".
Nel 2009, IGN incluse A Blaze in the Northern Sky nella lista "10 Great Black Metal Albums" da loro redatta, mentre nel 2007 in un articolo la rivista Decibel definì il disco "il primo grande album death/black metal". Kerrang! definì A Blaze in the Northern Sky "uno spartiacque oscuro per il genere black metal". È stato inserito in 3ª posizione nella lista dei "Migliori album Black Metal secondo Decibel" e alla posizione numero 22 nella lista dei "Migliori album Black Metal secondo Loudwire".

## Tracce
1. Kathaarian Life Code – 10:40
2. In the Shadows of the Horns – 7:01
3. Paragon Belial – 5:24
4. Where Cold Winds Blow – 7:26
5. A Blaze in the Northern Sky – 4:57
6. The Pagan Winter – 6:35

## Formazione
- Nocturno Culto - voce, chitarra
- Zephyrous - chitarra
- Dag Nilsen - basso
- Fenriz - batteria, logo

Produzione
- Erik Avnskog - ingegneria del suono
- Darkthrone - layout, fotografia, effetti
- Dave Pybus - layout
- Tassilo - logo
- Tompa - logo